# Каленга, Йоури
Йоури Каленга (англ. Youri Kalenga, род. 27 марта 1988, ДР Конго) — французский боксёр-профессионал, конголезского происхождения, выступающий в первой тяжёлой весовой категории. Среди профессионалов действующий чемпион франкоязычных стран по версии WBC Francophone (2021—н.в.), бывший претендент на титул регулярного чемпиона мира по версии WBA (2015) и бывший временный чемпион мира по версии WBA (2014—2015) в 1-м тяжёлом весе.

## Профессиональная карьера
Каленга дебютировал на профессиональном ринге в феврале 2010 года во Франции.
В 9-м поединке на профи ринге нокаутировал в первом раунде небитого ранее венгра Аттилу Палко (11-0).
Проведя ещё несколько успешных боёв с проходными соперниками, в своём 16-м поединке, 8 июня 2013 года Йоури Каленга встретился в Германии с небитым фаворитом, украинским тяжеловесом грузинского происхождения, Яго Киладзе (20-0). Каленга нокаутировал украинца во 2-м раунде и совершил самую громкую победу на данном этапе своей карьеры.
Не смог продолжить успех, и уже в следующем бою потерпел первое поражение. В тяжёлом и вязком бою, проиграл по очкам в Латвии, местному боксёру Артусу Кулиаускасу. Решение было неоднозначиным, и в бою Кулиаускас не имел явного преимущества как на карточках судей.
15 февраля 2014 года в рейтинговом бою, нокаутировал в Ирландии аргентинского боксёра, Дэвида Сезара Кренса.

###### Бой за временный титул с Мастернаком
21 июня 2014 года победил раздельным решением судей польского боксёра, Матеуша Мастернака (32-1) и завоевал титул временного чемпиона мира по версии WBA.
15 ноября 2014 года в Канаде, защитил титул с местным боксёром, Дентоном Дейли (12-0). Каленга нокаутировал небитого ранее претендента в 12-м раунде.

### Бой с Лебедевым за полноценный титул WBA
10 апреля 2015 года в бою за полноценный титул чемпиона мира по версии WBA, проиграл единогласным решением судей (111—116, 112—115, 111—115) российскому боксёру Денису Лебедеву. В 4-м раунде Каленге удалось отправить Лебедева в нокдаун, но в 7-м раунде уже чемпион отправил Каленгу в нокдаун.
7 ноября 2015 года, в Монако, Йоури нанёс первое досрочное поражение аргентинцу Роберто Болонти, отправив его в глубокий нокаут.

###### Бой за временный титул с Дортикосом
20 мая 2016 года уступил техническим нокаутом небитому кубинскому нокаутёру Юниеру Дортикосу (20-0, 19 KO) за вакантный титул временного чемпиона мира по версии WBA. На момент остановки счет судей составлял: 86-82, 87-82 - в пользу Дортикоса, а третий судья 84-85 давал Каленге.
31 марта 2017 года в Париже победил нокаутом в 4-м раунде джорнимэна Адама Гадаева (17-13)

###### Бой с Кевином Лареной
Бой состоялся 9 сентября 2017 года в Кемптон-Парке (ЮАР) и прошел всю дистанцию боя по итогам которой раздельным судейским решением победу по очкам одержал Кевин Ларена (18-1). Счет судей составил: 116-113 и 115-113 в пользу местного бойца, а третий дал 111-117 в пользу Каленги

###### Реванш с Матушем Мастернаком
21 апреля 2018 года в Ченстохова (Польша) состоялся реванш между поляком Матеушем Мастернаком (41-4, 28 КО) и Каленгой (23-5, 16 КО) где поляк оказался сильней. В начале панчер из Африки пытался давить, попадал джебами, но промахивался широкими свингами. К 3-му раунду Матеуш приспособился к опасному, хотя и однообразно действующему противнику, и понемногу за счёт точности с дисциплиной начал развивать преимущество. В 6-й трёхминутке Мастернак уже настолько контролировал ход встречи и раз за разом проводил точные удары, избив до крови лицо Каленги, что на 7-й раунд угол африканца не выпустил. RTD 6.
20 октября 2018 года в Дакаре (Сенегал) победил нокаутом во 2 раунде малоизвестного джорнимэна из Грузии Сосо Абуладзе (12-12-1)

###### Бой с Михал Чесляком
1 марта 2019 года в Легьоноово (Польша) вышел на ринг против местного проспекта Михала Чеслака (18-0, 12 КО) и досрочно проиграл. Проживающий во Франции африканец попытался снести с ринга польского оппонента со стартовых раундов, но действовал предсказуемо и слишком размашисто, уповая исключительно на свою мощь. Чеслак боксировал уверенно, хорошо двигался, ловко проваливал африканца и наказывал за промахи в контратаках. С каждым последующим раундом преимущество проспекта увеличивалось. Каленга принял решение не выходить на 8-й заключительный раунд. Чеслак RTD 7
2 ноября 2019 года в Бельгии провел бой против боснийского джорнимэна Эрмина Авдича (12-7) победив нокаутом во 2 раунде

###### Бой с Михалом Плешником
23 апреля 2021 года в Гданьске (Польша) завоевал вакантный титул по версии WBC Francophone в крузервейте (до 90,7 кг) победив джорнимена из Словакии который выходил на срочную замену Михала Плешника (9-5, 7 КО).   Бой ожидаемо получился односторонним. Каленга не единожды ронял оппонента, прежде чем остановить в 9-м раунде.
17 июля 2021 года в Брюсселе победил в 1 раунде нокаутом опытного грузинского боксера Михаил Хуцишвили (31-43-6)

###### Бой с Ноэлем Микаеляном
12 февраля 2022 года в Риге (Латвия) в главном бою вечера встретился с представляющим Германию уроженцем Армении Ноэлем Микаеляном (26-2, 11 КО). На кону боя был второстепенный титул по версии WBC. В первой половине боя Каленга наносил размашистые удары и шел вперед, но с точностью попаданий была проблема. Гевор отрабатывал в защите и был хорош на ногах. Во второй половине боя Каленга замедлился, его темп упал. Он явно устал и пропускал точные атаки. По итогам боя счет судей составил: 118-110, 117-111 и 119-109 в пользу Гевора. UD 12.

## Таблица профессиональных поединков
В таблице перечислены результаты всех поединков боксёров.
В каждой строке указан результат поединка. Дополнительно номер поединка обозначен цветом, который обозначает итог поединка. Расшифровка обозначений и цветов представлена в нижеследующей таблице.
| Пример | Расшифровка                     |
| ------ | ------------------------------- |
|        | Победа                          |
|        | Ничья                           |
|        | Поражение                       |
|        | Планируемый поединок            |
|        | Поединок признан несостоявшимся |
| КО     | Нокаут                          |
| ТКО    | Технический нокаут              |
| PTS    | Решение судей (по очкам)        |
| UD     | Единогласное решение судей      |
| MD     | Решение большинства судей       |
| SD     | Раздельное решение судей        |
| RTD    | Отказ от продолжения боя        |
| DQ     | Дисквалификация                 |
| NC     | Поединок признан несостоявшимся |

| 34 поединка, 27 побед (20 нокаутом), 7 поражений. | 34 поединка, 27 побед (20 нокаутом), 7 поражений. | 34 поединка, 27 побед (20 нокаутом), 7 поражений. | 34 поединка, 27 побед (20 нокаутом), 7 поражений. | 34 поединка, 27 побед (20 нокаутом), 7 поражений.        | 34 поединка, 27 побед (20 нокаутом), 7 поражений. | 34 поединка, 27 побед (20 нокаутом), 7 поражений. |
| Бой                                               | Рекорд                                            | Дата                                              | Соперник                                          | Место боя                                                | Результат                                         | Данные о бое |
| ------------------------------------------------- | ------------------------------------------------- | ------------------------------------------------- | ------------------------------------------------- | -------------------------------------------------------- | ------------------------------------------------- | --- |
| 34                                                | 27-7                                              | 12 февраля 2022                                   | Ноэль Микаелян (25-2)                             | Студия 69, Рига, Латвия                                  | UD 12 (12)                                        | Счёт: 111-117, 110-118, 109-119. Бой за вакантный титул чемпиона по версии WBC Silver в 1-м тяжёлом весе.                                                                             |
| 33                                                | 27-6                                              | 17 июля 2021                                      | Михаил Хуцишвили (31-43-6)                        | Стадион короля Бодуэна, Брюссель, Бельгия                | KO 1 (6), 0:35                                    | |
| 32                                                | 26-6                                              | 23 апреля 2021                                    | Михал Плесник (9-4)                               | Бизнес-центр Olivia, Гданьск, Польша                     | KO 9 (10), 1:52                                   | Завоевал вакантный титул чемпиона франкоязычных стран по версии WBC Francophone в 1-м тяжёлом весе.                                                                                   |
| 31                                                | 25-6                                              | 2 ноября 2019                                     | Эрмин Авдич (12-7)                                | Мариакерке, Гент, Восточная Фландрия, Бельгия            | TKO 2 (8), 2:30                                   | |
| 30                                                | 24-6                                              | 1 марта 2019                                      | Михал Цесляк (17-0)                               | Arena Hall, Легьоново, Польша                            | RTD 7 (8), 3:00                                   | |
| 29                                                | 24-5                                              | 20 октября 2018                                   | Сосо Абуладзе (10-12-1)                           | Canal Olympia, Дакар, Сенегал                            | TKO 2 (6), 1:37                                   | |
| 28                                                | 23-5                                              | 21 апреля 2018                                    | Матеуш Мастернак (40-4)                           | Hala Sportowa, Ченстохова, Польша                        | RTD 6 (12), 3:00                                  | Бой за вакантный титул чемпиона Европы по версии WBO European в 1-м тяжёлом весе. |
| 27                                                | 23-4                                              | 9 сентября 2017                                   | Кевин Лерена (18-1)                               | Emperors Palace, Кемптон-Парк, Гаутенг, ЮАР              | SD 12 (12)                                        | Счёт: 117-111, 113-116, 113-115. Бой за вакантный титул чемпиона мира по версии IBO в 1-м тяжёлом весе.                                                                               |
| 26                                                | 23-3                                              | 31 марта 2017                                     | Адам Гадаев (17-13)                               | Institut national du judo, Париж, Франция                | TKO 4 (8)                                         | |
| 25                                                | 22-3                                              | 20 мая 2016                                       | Юниер Дортикос (20-0)                             | Palais des Sports, Париж, Франция                        | TKO 10 (12), 2:54                                 | Бой за титул временного чемпиона мира по версии WBA в 1-м тяжёлом весе. Каленга в нокдауне во 2-м раунде.                                                                             |
| 24                                                | 22-2                                              | 7 ноября 2015                                     | Роберто Феличиано Болонти (36-4)                  | Salle des Étoiles, Монте-Карло, Монако                   | KO 9 (10), 1:35                                   | |
| 23                                                | 21-2                                              | 10 апреля 2015                                    | Денис Лебедев (26-1)                              | Лужники, Москва, Россия                                  | UD 12 (12)                                        | Счёт: 111-116, 112-115, 110-116. Бой за титул чемпиона мира по версии WBA (3-я защита Лебедева) в 1-м тяжёлом весе. Лебедев в нокдауне в 4-м раунде, Каленга в нокдауне в 7-м раунде. |
| 22                                                | 21-1                                              | 15 ноября 2014                                    | Дентон Дейли (12-0)                               | Hershey Centre, Миссиссога, Онтарио, Канада              | TKO 12 (12), 1:52                                 | Защитил титул временного чемпиона мира по версии WBA (1-я защита Каленга) в 1-м тяжёлом весе.                                                                                         |
| 21                                                | 20-1                                              | 21 июня 2014                                      | Матеуш Мастернак (32-1)                           | Casino de Monte Carlo Salle Medecin, Монте-Карло, Монако | SD 12 (12)                                        | Счёт: 116-112, 113-115, 115-113. Завоевал титул временного чемпиона мира по версии WBA в 1-м тяжёлом весе.                                                                            |
| 20                                                | 19-1                                              | 15 февраля 2014                                   | Сезар Давид Кренс (21-7)                          | National Stadium, Дублин, Ирландия                       | KO 3 (10), 2:33                                   | |
| 19                                                | 18-1                                              | 21 декабря 2013                                   | Гари Майлс (9-8)                                  | Pabellon Esperanza Lag, Эльче, Испания                   | TKO 8 (10), 2:23                                  | |
| 18                                                | 17-1                                              | 2 ноября 2013                                     | Гиорги Тевдорашвили (8-9-3)                       | Salle Georges Carpentier, Лон-Плаж, Франция              | TKO 2 (8), 0:21                                   | |
| 17                                                | 16-1                                              | 14 сентября 2013                                  | Артурс Куликаускис (11-18-3)                      | Выставочный центр Кипсала, Рига, Латвия                  | UD 10 (10)                                        | Счёт: 94-100, 97-99, 93-100. Бой за вакантный титул чемпиона Латвии в 1-м тяжёлом весе.                                                                                               |
| 16                                                | 16-0                                              | 8 июня 2013                                       | Яго Киладзе (20-0)                                | Макс Шмелинг Халле, Берлин, Германия                     | KO 2 (10), 2:10                                   | |